# 韓国軍竹島沖射撃訓練
韓国軍竹島沖射撃訓練（かんこくぐんたけしまおきしゃげきくんれん）とは2014年6月20日より韓国海軍第1艦隊海上戦闘団によって竹島沖で行われた実射撃訓練である。

## 概要
韓国軍による公表によれば訓練を行う海域には竹島南西沖約22キロ付近までということになっており、これは日本の領海と重なるということになる。
韓国側が言うには実際に訓練を行う海域は竹島付近ではないということであるが、これに対して日本側は訓練海域に日本の領海を含めることが問題であると抗議している。日本は19日に韓国に訓練の中止を申し入れたが、受け入れられなかった。海上保安庁によると。韓国軍の訓練海域に日本領海が含まれるというのは最近では例がない。
菅義偉内閣官房長官は20日の記者会見において、竹島の領有権は日本ということに照らして絶対に受け入れることができないとコメントした。島根県知事や隠岐の島町町長も、韓国軍のこの訓練に反対する意向を示した。